# Furaribi

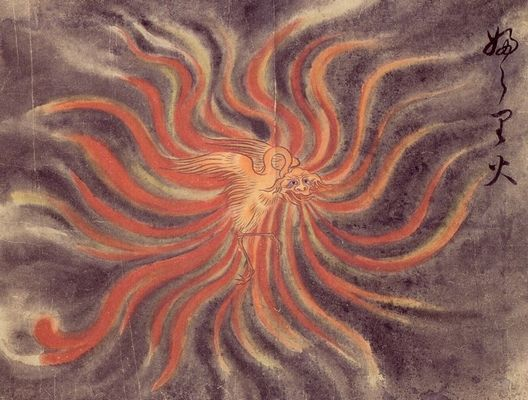
Furaribi (ふらり火) dans le Hyakkai Zukan, illustré par Sawaki Suushi

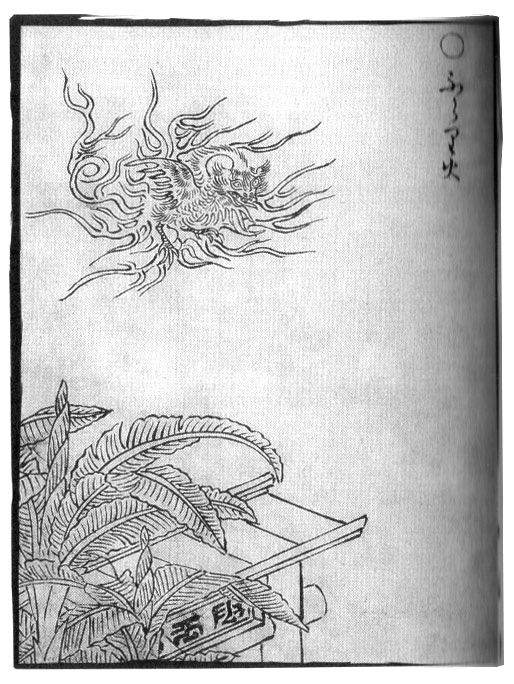
Furaribi (ふらり火) du Gazu Hyakki Yagyō de Sekien Toriyama

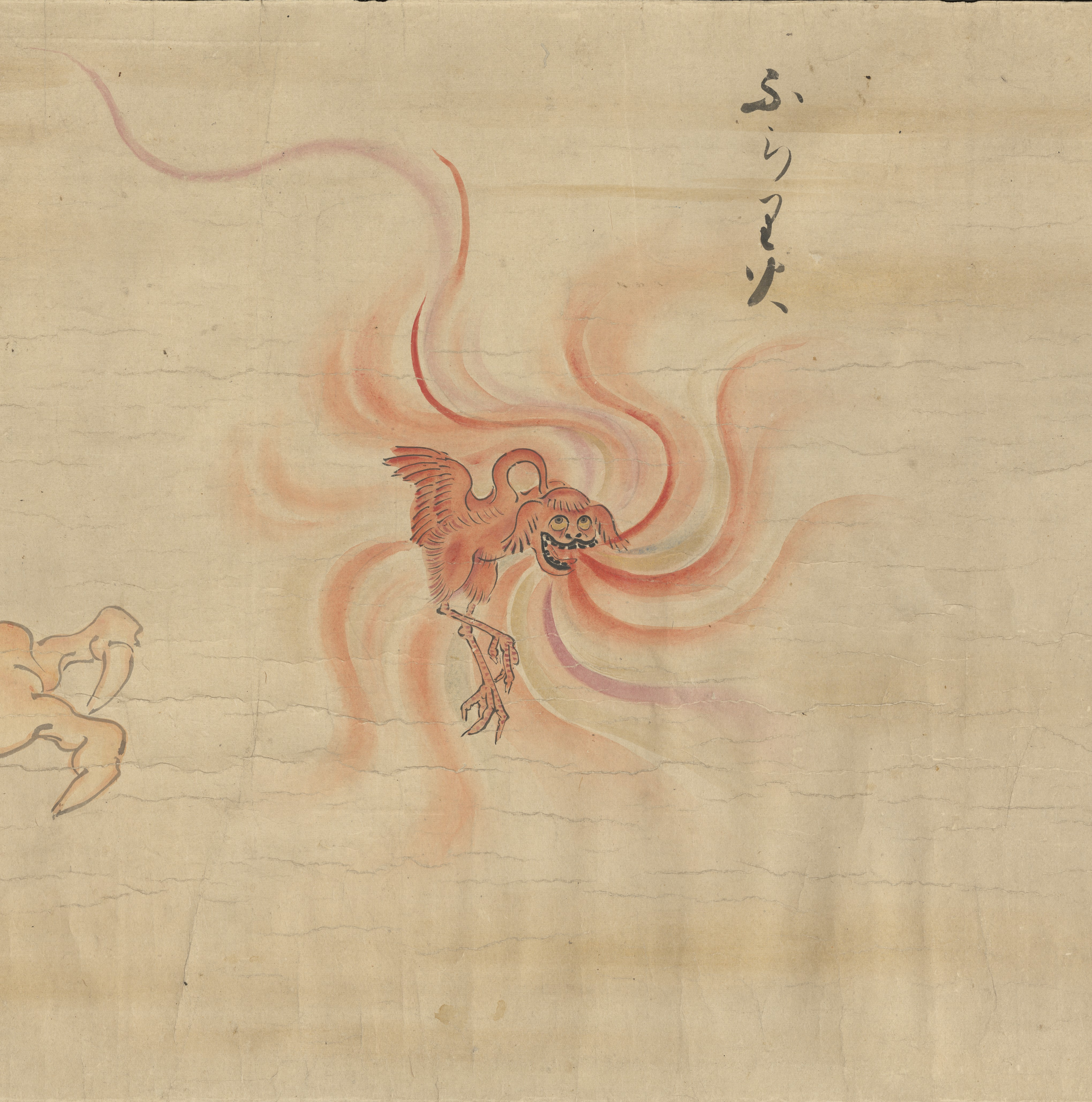
Furaribi (ふらり火) de Bakemono no e (化物之繪, vers 1700), Harry F. Bruning Collection of Japanese Books and Manuscripts, L. Tom Perry Special Collections, Harold B. Lee Library, Brigham Young University.

Le furaribi (en japonais : ふらり火) est un yōkai ayant l'apparence d'un oiseau de feu. Il est présent dans l'imagerie classique des yōkai. Ainsi, il apparaît dans  Gazu Hyakki Yagyō de Sekien Toriyama, le Hyakkai Zukan de Sawaki Suushi et le Bakemonozukushi d'un auteur inconnu . 

## Concept
Dans le Hyakkai Zukan et le Bakemonozukushi, entre autres, il est représenté comme un oiseau doté d'un visage de chien et enveloppé de feu. Celui du Gazu Hyakki Yagyō est aussi un oiseau enveloppé de feu, mais le visage de celui-ci évoque celui de Garuda de la mythologie hindoue. 
L'absence de texte explicatif ne permet pas de savoir quel type de yōkai ces créatures représentent. Toutefois, une théorie explique qu'elles proviennent du défunt sans funérailles, errant dans le monde et ayant changé d'apparence. 

## Contes similaires
Une légende semblable au furaribi, à Isobezutsumi, le bassin fluvial de la rivière Jinzu dans la ville d'Isobe, Toyama, préfecture de Toyama, est celle du "buraribi" racontée pour la première fois au début de l'ère Meiji.
La légende se déroule à l'époque de Tenshō. Sassa Narimasa, seigneur du château de Toyama, avait une maîtresse nommée Sayuri. Sayuri, d'une grande beauté, et très aimée de Narimasa, ce qui dégrade ses relations avec les okujochū (dames d'honneur) du château. Une fois, certaines okujochū médirent, inventant que Sayuri commit un adultère avec un autre homme que Narimasa. Ce dernier les crut et assassina Sayuri par jalousie, la pend à un arbre à Isobezutsumi et la coupe en morceaux. Il punit aussi la famille de Sayuri, par des exécutions. La famille innocente, qui comptait dix-huit personnes sur le point d'être tuées, jeta un sort à Narimasa en mourant.
On dit qu'après cela, chaque nuit sur cette terre apparaissaient des lumières fantômes atmosphériques appelées "buraribi" ou "sayuribi", et si l'on appelle ce feu en disant "Sayuri, Sayuri", la tête coupée d'une femme avec des cheveux échevelés les cheveux apparaissaient avec une expression amère . Le fait que la famille Sassashi ait perdu contre Toyotomi Hideyoshi au combat est aussi considéré comme l'acte de l'esprit vengeur de Sayuri . 